# ズデニェク・ネホダ
ズデニェク・ネホダ（Zdeněk Nehoda, 1952年5月9日 -）は、チェコ（旧チェコスロバキア）の元サッカー選手、サッカー指導者、選手アドバイザー。
選手時代のポジションはFW（センターフォワード）、正確なシュートで得点を決めるだけでなく、正確なパスやオフ・ザ・ボールの動きで周囲を生かすことも得意とした。息子のミハル(en)とダヴィドもサッカー選手として活躍をしている。

## 経歴
ネホダは故郷のフリーンでサッカーを始め、1969年にTJゴットワルドフに入団した。ゴットワルドフでは17歳で1部リーグデビューを飾るとフォワードのポジションを掴み、1969年のチェコスロバキアリーグ優勝に貢献した。1971年からは国内の強豪デュクラ・プラハへ移籍。
プラハでは1983年までの12シーズン在籍し、3度のリーグ優勝（1977年、1979年、1982年）と1度のカップ優勝（1981年、1983年）に貢献した。チェコスロバキアリーグ通算では345試合に出場し145得点を記録した。
1983年からは、国外へ活躍の場を移し、ドイツのSVダルムシュタット98へ移籍。ダルムシュタットでは32試合出場14得点を記録した。その後、ベルギーのスタンダール・リエージュ、フランスのFCグルノーブルを渡り歩き、1986年から1993年の間にオーストリア・グミュント郡のSCアマーリエンドルフで選手兼任監督を務めた。
チェコスロバキア代表としては、UEFA欧州選手権1976優勝、UEFA欧州選手権1980で3位入賞に貢献。1982年のFIFAワールドカップ・スペイン大会に出場するなど、国際Aマッチ90試合に出場し31得点を記録した。得点記録はチェコスロバキア歴代2位の記録となっている。
引退後の1995年からは、NEHODA-FOTBALという会社を設立し、選手アドバイザーを務めている。

## 個人タイトル
- チェコスロバキア年間最優秀選手賞：2回 (1978, 1979)